# Софронин, Семён Борисович
Семён Борисович Софронин (1900—1974) — советский военачальник, генерал-лейтенант артиллерии (1945), участник Гражданской, Советско-польской и Великой Отечественной войн.

## Биография
Родился 13 декабря 1900 года в Одессе.
С 1919 года призван в ряды РККА, участник Гражданской войны на Южном фронте, против частей армии Вооружённых сил Юга России А. И. Деникина и белополяков в Советско-польской войне. С 1921 по 1922 год обучался в Петроградской школе тяжёлой и береговой артиллерии комсостава РККА. 
С 1922 по 1933 год служил на различных командно-штабных должностях в войсках Киевского военного и Северо-Кавказского военного округов, в том числе командиром артиллерийской батареи, дивизиона, начальником штаба артиллерийского полка и помощником начальника штаба артиллерии стрелкового корпуса. С 1933 по 1941 год — начальник учебного отдела и помощник начальника Ростовского артиллерийского училища РККА. В 1935 году окончил Военную академию имени М. В. Фрунзе.
С 1941 по 1945 год участник Великой Отечественной войны, в должностях командующего артиллерии армейского и фронтового звена, в том числе начальником штаба артиллерии 13-й армии, начальником штаба артиллерии Брянского, Юго-Западного и 3-го Украинского фронтов, был участником Белградской стратегической наступательной операции, Будапештской стратегической наступательной операции, Пражской наступательной операции и Венской стратегической наступательной операции. По воспоминаниям генерала В. М. Толубко

...М. И. Неделина встречали начальник штаба артиллерии фронта полковник С. Б. Софронин, заместитель по политической части полковник И. И. Мохначев, заместитель по противовоздушной обороне генерал-майор артиллерии М. М. Карлин и заместитель по артиллерийскому вооружению генерал-майор инженерно-артиллерийской службы С. Г. Алгасов. Митрофан Иванович, со всеми тепло поздоровавшись, сел вместе с начальником штаба в машину и выехал к командующему Юго-Западным фронтом генералу армии Р. Я. Малиновскому. По пути Семен Борисович Софронин коротко проинформировал Неделина о боевой обстановке, потом доложил о себе. Митрофан Иванович внимательно слушал: Семен Борисович был на два года старше его, в Красной Армии служил с 1919 года, перед войной закончил Военную академию имени М. В. Фрунзе. Неделин отметил про себя, что Софронин производит впечатление спокойного, уравновешенного человека, эрудированного и опытного офицера....
С 1946 по 1951 год — начальник штаба артиллерии Южной группы войск, Группы советских войск в Германии и Приволжского военного округа. С 1951 по 1954 год обучался в Высшей военной академии имени К. Е. Ворошилова. С 1956 по 1961 год — заместитель начальника Военной артиллерийской командной академии.
С 1961 года в запасе.
Скончался 2 июля 1974 года в Москве. Прах захоронен в колумбарии Санкт-Петербургского крематория.

## Высшие воинские звания
- Генерал-майор артиллерии (7.03.1943)
- Генерал-лейтенант артиллерии (19.04.1945)[5]

## Награды
- Орден Ленина (21.02.1945)
- три ордена Красного Знамени (13.12.1941, 03.11.1944, 15.11.1950)
- Орден Богдана Хмельницкого I  степени (28.04.1945) и II степени (13.09.1944)
- Орден Кутузова II степени (19.03.1944)
- Орден Суворова II степени (26.10.1943)
- Орден Отечественной войны I степени (07.08.1943)
- Медаль «XX лет РККА» (1938)
- Медаль «За взятие Будапешта» (1945)
- Медаль «За взятие Вены» (1945)
- Медаль «За освобождение Белграда» (1945)
- Медаль «За освобождение Праги» (1945)
- Медаль «За победу над Германией в Великой Отечественной войне 1941—1945 гг.»[6][7][8]